# 2004–2005-ös angol labdarúgó-bajnokság (első osztály)
A 2004–2005-ös Premier League szezon 2004. augusztus 14-én kezdődött, és 2005. május 15-én ért véget. Az idényben a Chelsea lett a bajnok – első bajnoki címük megszerzése után kerek 50 évvel.

## Végeredmény
M = Meccsek; Gy = Győzelmek; D = Döntetlen; V = Vereségek; LG = Lőtt gólok; KG = Kapott gólok; GA = Gólarány; P = Pontok
| Premier League 2004–2005 Győztes |
| -------------------------------- |
| Chelsea Második cím              |

### Statisztika
| Összes gól:               | 974  |
| Mérkőzésenkénti gólátlag: | 2.56 |

## Góllövőlista
| Név                     | Gólok | Csapat            |
| ----------------------- | ----- | ----------------- |
| Thierry Henry           | 25    | Arsenal           |
| Andrew Johnson          | 21    | Crystal Palace    |
| Robert Pirès            | 14    | Arsenal           |
| Jermain Defoe           | 13    | Tottenham Hotspur |
| Jimmy Floyd Hasselbaink | 13    | Middlesbrough     |
| Frank Lampard           | 13    | Chelsea           |
| Yakubu Aiyegbeni        | 13    | Portsmouth        |
| Tim Cahill              | 12    | Everton           |
| Peter Crouch            | 12    | Southampton       |
| Eiður Guðjohnsen        | 12    | Chelsea           |

## Feljutó csapatok
- Norwich City
- West Bromwich Albion
- Crystal Palace

## Kieső csapatok
- Crystal Palace
- Norwich City
- Southampton

## Menedzserek
Az alábbi változások történtek a 2004-2005-ös szezonban menedzserek szempontjából:
- Blackburn Rovers: a walesi Mark Hughes érkezett szeptemberben a Newcastle-hez távozó Graeme Souness helyére.
- Chelsea: Claudio Ranieri-t váltotta a Porto-val Bajnokok Ligáját nyerő José Mourinho
- Liverpool: Gerard Houllier helyére a Valencia UEFA-kupa-győztes edzőjét, Rafael Benitez-t szerződtették
- Manchester City: Stuart Pearce vette át Kevin Keegan helyét
- Newcastle United: az augusztus végén menesztett Sir Bobby Robson-t a Blackburn-től távozó Graeme Souness váltotta
- Portsmouth: novemberben Harry Redknapp helyére Velimir Zajec-et helyezték. Őt Alain Perrin váltotta márciusban.
- Southampton: kevesebb, mint 6 hónap után bontottak szerződést Paul Sturrock-kal, így Steve Wigley lett az edző. Novemberben Wigley-t menesztették, helyére a Portsmouth volt menedzsere, Harry Redknapp került.
- Tottenham Hotspur: a szezon előtt a kispadra került Jacques Santini-t novemberben asszisztense, Martin Jol váltotta.

## A Chelsea sikere
A Chelsea José Mourinho első szezonjában második bajnoki címét szerezte meg, pont 50 évvel az első bajnoki cím után. A trófea mellett a Premier League-ben rekord 95 pontot szereztek (29 győzelem, 8 döntetlen és 1 vereség) és csupán 15 gólt kaptak. Kulcsjátékosok voltak a kapus Petr Čech, a középpályás Frank Lampard és Claude Makélélé, a védő John Terry, a csatár Eiður Guðjohnsen és a fiatal szélső, Arjen Robben. Ez volt a valaha összeállított legdrágább csapat Angliában: mintegy 250 millió fontot költöttek játékosokra.